# Porte Saint-Denis
Porte Saint-Denis (česky Brána Saint-Denis nebo Brána svatého Diviše) je triumfální oblouk v Paříži postavený v roce 1672 na počest krále Ludvíka XIV. V roce 1862 byla stavba prohlášena historickou památkou. Nachází se v 10. obvodu na křižovatce ulic Rue du Faubourg Saint-Denis, Rue Saint-Denis, Boulevard de Bonne-Nouvelle a Boulevard Saint-Denis.

## Historie
V těchto místech procházely středověké hradby Karla V. Jak se Paříž rozrůstala, bylo opevnění zbořeno a místo něho vznikly bulváry. Na místě původní městské brány, kterou procházela cesta do Saint-Denis, byla vybudována věž. Ta byla posléze zbořena a nahrazena vítězným obloukem. Brána byla postavena v roce 1672 na náklady města, aby připomínala vítězství Ludvíka XIV. na Rýnu a ve Franche-Comté.
V roce 1988 byla brána restaurována.

## Architektura
Architektem stavby byl François Blondel, ředitel Královské akademie architektury (Académie royale d'architecture). Inspirací Brány Saint-Denis byl Titův triumfální oblouk v Římě. Brána je tvořena hlavním obloukem, v pilířích jsou malé dveře, dnes uzamčené. Stěny jsou vyzdobeny obelisky, s kamennými trofejemi. Na jejich úpatí jsou dvě sedící sochy představující Spojené provincie nizozemské. Nad obloukem, mezi archivoltou a architrávem jsou reliéfy, jichž autorem je sochař Michel Anguier:
- na jižní straně (obrácené k městu) je znázorněn přechod přes Rýn
- na severní vyobrazení Ludvíka XIV. vstupujícího do Maastrichtu

Nad nimi je vyveden bronzový nápis LVDOVICO MAGNO (Ludvíku Velikému).
Brána má tvar čtverce o stranách 23 metry a je 5 metrů široká. Vnitřní oblouk je 15,35 m vysoký a 8 metrů široký. Malé dveře po stranách mají rozměry 3,30 x 1,70 m.